# Rio Brâglez
O Rio Brâglez é um rio da Romênia afluente do Rio Gârbou, localizado no distrito de Sălaj.